# تقويم مور القديم
تقويم مور القديم، هو تقويم فلكي تم نشره في بريطانيا منذ عام 1697.
كتب هذا التقويم ونشره فرانسيس مور المنجِّم، وهو طبيب وفلكي عصامي خدم في بلاط تشارلز الثاني ملك إنجلترا.
تضمّنت الطبعة الأولى التي نشرت عام 1697 توقعات عن الطقس. عام 1700، نشر مور "Voc Stellarum" صوت النجوم، ويتضمّن مشاهدات فلكية. وقد عرفت هذه الطبعة باسم تقويم مور القديم. كان هذا الكتاب قد حقق أفضل المبيعات في القرنين الثامن عشر والتاسع عشر، وبيعت منه ما يزيد عن 107,000 نسخة عام 1768.
لا يزال التقويم ينشر سنوياً من قبل شركة و. فولشام وشركاه المحدودة، ويتضمن توقعات للأحداث العالمية والرياضية ويشمل بيانات تقليدية كجداول المد والجزر. ثمة ادعاء بأنه توقع 11 سبتمبر.